# Campeonato Regional Centro 1916-17
El Campeonato Regional Centro de 1916-17 fue la decimoquinta edición del campeonato del mismo nombre disputado en Madrid, en la región denominada Centro o Castellana. Fue organizado por la Federación Regional Centro como concurso clasificatorio de la zona centro para participar en el Campeonato de España.
Fue disputado por cuatro clubes, el Athletic Club de Madrid, la Sociedad Gimnástica Española, el Racing Club de Madrid y el Madrid Foot-Ball Club —quien se alzó con el título final y segundo de manera consecutiva para un total de ocho—. El torneo comenzó a finales de octubre y finalizó en febrero.

## Desarrollo
Estipulado el calendario, cada equipo disputó tres partidos en su terreno de juego y tres como visitante.

### Partidos
| Nº | Fecha      | Local                     | Res. | Visitante                 |
| -- | ---------- | ------------------------- | ---- | ------------------------- |
| 1  | 22-10-1916 | Athletic de Madrid        | 2-0  | Racing Club de Madrid     |
| 2  | 29-10-1916 | R. S. Gimnástica Española | 1-2  | Racing Club de Madrid     |
| 3  | 05-11-1916 | Athletic de Madrid        | 2-3  | Madrid F. C.              |
| 4  | 12-11-1916 | R. S. Gimnástica Española | 1-0  | Athletic de Madrid        |
| 5  | 26-11-1916 | Madrid F. C.              | 4-2  | R. S. Gimnástica Española |
| 6  | 03-12-1916 | Madrid F. C.              | 4-3  | Racing Club de Madrid     |
| 7  | 14-01-1917 | Racing Club de Madrid     | 0-2  | Athletic de Madrid        |
| 8  | 21-01-1917 | Racing Club de Madrid     | 1-0  | R. S. Gimnástica Española |
| 9  | 23-01-1917 | Madrid F. C.              | 3-0  | Athletic de Madrid        |
| 10 | 28-01-1917 | Athletic de Madrid        | 2-1  | R. S. Gimnástica Española |
| 11 | 21-02-1917 | Racing Club de Madrid     | 1-5  | Madrid F. C.              |
| 12 | 09-03-1917 | R. S. Gimnástica Española | 0-9  | Madrid F. C.              |

## Clasificación Final
|     | Equipo                    | Puntos | Jug. | Gan. | Emp. | Per. | G.F. | G.C. |
| --- | ------------------------- | ------ | ---- | ---- | ---- | ---- | ---- | ---- |
| 1.º | Madrid F. C.              | 12     | 6    | 6    | 0    | 0    | 28   | 8    |
| 2.º | Athletic de Madrid        | 8      | 6    | 3    | 0    | 3    | 8    | 8    |
| 3.º | Racing Club de Madrid     | 4      | 6    | 2    | 0    | 4    | 7    | 14   |
| 4.º | R. S. Gimnástica Española | 2      | 6    | 1    | 0    | 5    | 5    | 18   |